# Johann Georg Mezger

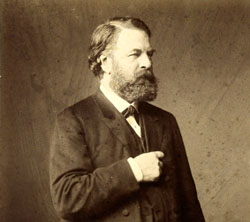
Johan Georg Mezger, ca. 1880-1885

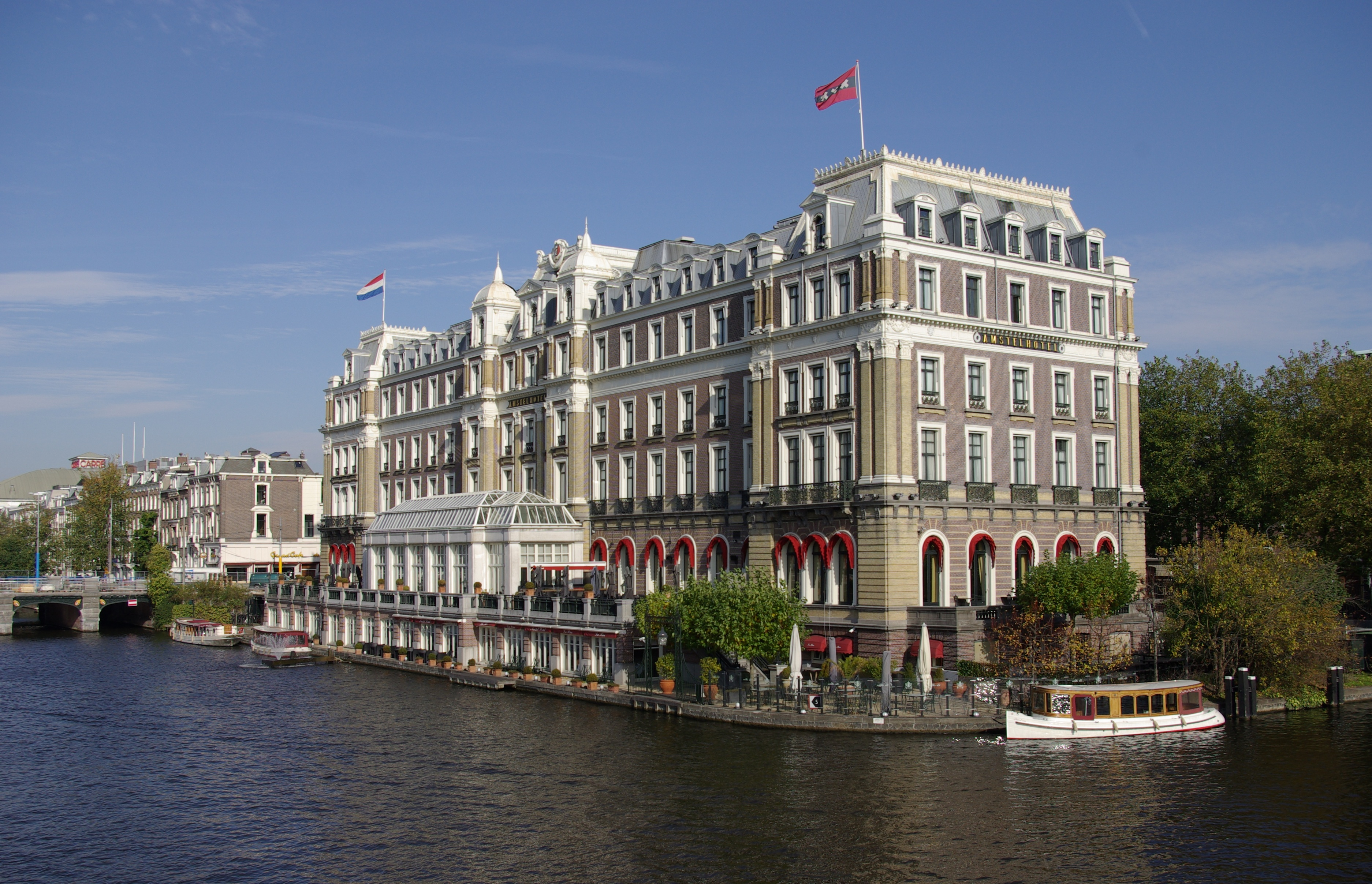
Amstel Hotel, behandelcentrum van Mezger tussen 1870 en 1888

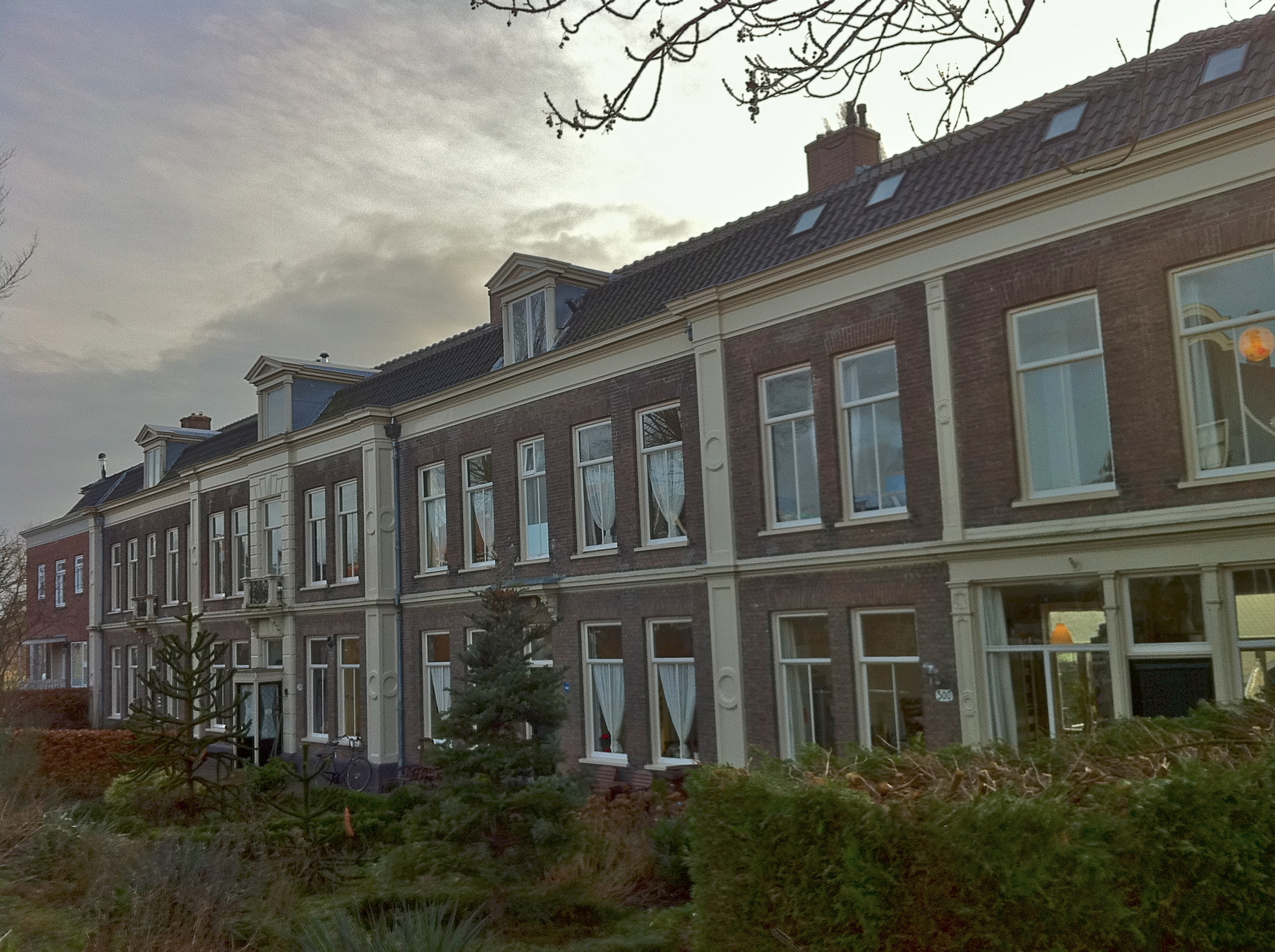
Neoclassicistische kuurwoningen in Nieuwendam

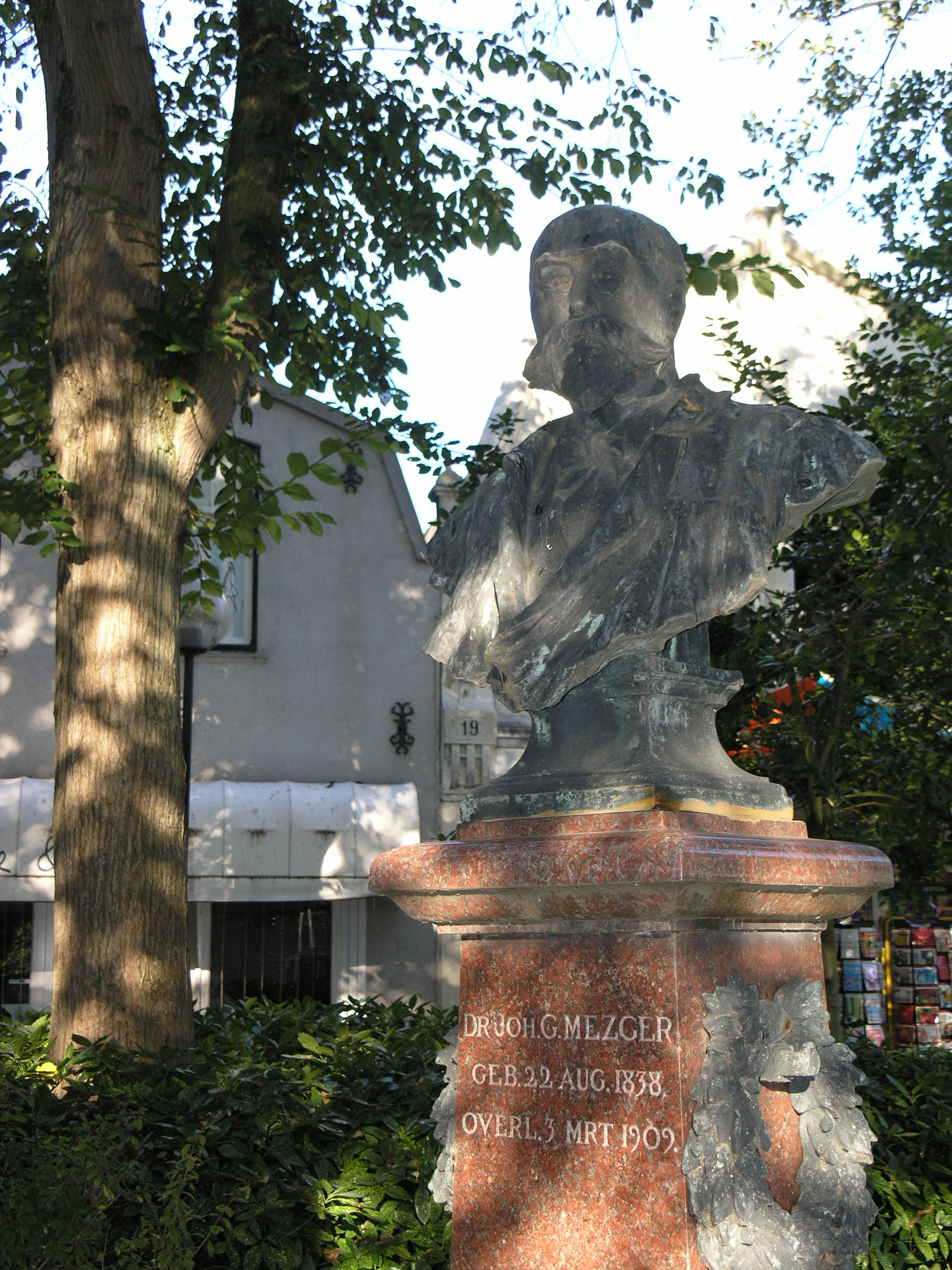
Borstbeeld dr. J.G. Mezger

Johann Georg Mezger (achternaam soms als Metzger gespeld) (Amsterdam, 22 augustus 1838 - Parijs 3 maart 1909) was een Nederlands arts en masseur. Deze Amsterdamse slagerszoon wordt beschouwd als een van de grondleggers van de fysiotherapie. 

## Gefortuneerde patiëntenkring
Zijn ouders waren van Württemberg naar Amsterdam geëmigreerd. Mezger werkte in de slagerij van zijn vader en volgde tegelijkertijd een gymnastiekopleiding aan de Inrigting voor Gymnastiek aan de Westermarkt. De jonge Johann werd hier in 1856 als kwekeling aangenomen. Aan dat instituut vond ook behandeling van skeletdeformiteiten als scoliose plaats onder leiding van de Amsterdamse stadsorthopedist dr. Dusseau, een groot stimulator van de heilgymnastiek. Door deze orthopedist werd zijn talent voor bewegingsleer opgemerkt en zijn medische studie gestimuleerd. Terwijl Mezger werkte, volgde hij een opleiding tot plattelandsgeneesheer, gevolgd door een studie medicijnen aan de universiteit van Leiden. Al tijdens zijn studie kreeg hij toestemming om Franse frictiemethoden te beproeven op patiënten met enkeldistorsies. In 1868 haalde hij zijn doctoraalexamen en in datzelfde jaar promoveerde hij op het 47 pagina’s tellende proefschrift De behandeling van distorsio pedis met fricties, waarop hij zijn verdere carrière zou baseren. De dure opleidingen kon hij alleen volgen dankzij de steun van anderen. Zijn ster als arts rees, hij doorliep een ongeëvenaarde carrière. Hij kneep, wreef en beklopte de ledematen van zijn patiënten met zijn 'gouden duimen'. Terwijl het de gewoonte was om lichaamsdelen stijf in te zwachtelen en absolute rust voor te schrijven, propageerde hij heilgymnastiek als methode om gekwetste ledematen te genezen.
Een Duitse krant uit Düsseldorf maakte op 12 januari 1870 melding van de succesvolle genezing door zijn toedoen van een bejaarde vrouw in Bonn die na een val al jarenlang bedlegerig was. Hij sloot er vriendschap met de chirurg Von Mosengeil, die hem tegen beschuldigingen van charlatanerie verdedigde. 
Ook in eigen land verwierf hij snel bekendheid. Nadat hij een zoon van koning Willem III succesvol had behandeld, benoemde de koning hem op 22 mei 1870 tot ‘specialiteit in het behandelen van gewrichtsaandoeningen’ en verkreeg hij zijn eerste koninklijke onderscheiding: Officier in de Orde van de Eikenkroon. Er zouden nog vele koninklijke onderscheidingen volgen.

## Amstel Hotel
Vanaf 1870 behandelde Mezger in het Amstel Hotel patiënten die tot de hoogste Europese adel behoorden en die hij voor een genezend zeebad vaak naar Zandvoort verwees. Hij bleef ook af en toe in Bonn praktiseren, waar hij de 13-jarige prins Gustaaf (de latere koning Gustaaf V van Zweden) van Zweden onderzocht, die na een val op zijn heup invalide was geworden. Mezger beweerde dat hij de prins binnen drie weken weer kon laten lopen, maar hij moest daarvoor wel naar Amsterdam komen. Gustaaf arriveerde daar in november 1871, kreeg tweemaal daags massages en liep reeds weer na tien dagen. Het leverde Mezger behalve grote roem zijn tweede koninklijke onderscheiding op. 
Zijn faam leverde hem steeds meer voorname patiënten op, zoals beroemdheden zoals keizerin Elisabeth (Sissi), baron Lionel Walter Rothschild, keizerin Eugénie (echtgenote van Napoleon III) van Frankrijk, koningin Elisabeth zu Wied van Roemenië, de Duitse kanselier Bismarck en hoogleraar letterkunde J.A. Alberdingk Thijm.
Mezger woonde de eerste jaren zelf ook in het Amstel Hotel. Later verhuisde hij naar het hoekhuis tegenover het hotel op het adres Amstel 177, en vervolgens naar de Ruyschstraat 1, een opvallend huis aan de Amstel ten zuiden van het hotel. Voor zijn gasten huurde het hotel vanaf 1883 woningen boven het 'Café Continental' tegenover het hotel, en later panden op de Weesperzijde met de huidige nummers 32, 33 en 33a, pal naast Ruyschstraat 1.

## Nieuwendam
Prinses Sophia van Nassau, echtgenote van de Zweedse prins en latere koning Oscar II Frederik, schonk hem bouwgrond in Nieuwendam als dank voor de behandeling van haar oudste zoon Gustaaf. Zo kon hij zijn gefortuneerde klantenkring met reuma-, ischias- of jicht ook net buiten Amsterdam onderbrengen in een schonere omgeving dan een dichtbevolkte en vervuilde stad. Hier liet Mezger rond 1875 de neoclassicistische herenhuizen Nieuwendammerdijk 300-308 bouwen. De woningen bestaan nog steeds en werden lange tijd verhuurd als normale sociale huurwoningen door het Gemeentelijk Woningbedrijf Amsterdam en diens rechtsopvolger woningcorporatie Ymere. Inmiddels zijn de meeste woningen verkocht aan de zittende huurders en andere particulieren.

## Wiesbaden
In 1884 vertrok Mezger naar Den Haag. Hij vestigde zich in een ander gerenommeerd hotel: ‘Des Indes’. Hij was boos op het Amsterdamse gemeentebestuur, omdat hij meende dat de stad zijn patiënten 'niet welgevoeglijk' zou behandelen en onvoldoende werden beveiligd. Een van zijn beroemdste patiënten in Den Haag was keizerin Elisabeth van Oostenrijk (‘Sisi’). Amsterdam was teleurgesteld dat de beroemde (en geld in het laatje brengende) dokter de stad had verlaten, en probeerde hem met een hoogleraarschap te verleiden om terug te keren. Het bracht Mezger niet op andere gedachten.
Mezger vertrok in 1888 naar Wiesbaden. De inboedel van de panden aan de Weesperzijde werd geveild. Na Wiesbaden vertrok hij al snel naar Parijs, maar werd daarna een grote attractie voor Domburg, dat als badplaats steeds populairder werd.

## Domburg
Zijn vrouw kwam uit Middelburg. Via haar kwam hij in Domburg terecht. Vanaf 1886 werkte Mezger hier 's zomers. Hij liet hier in 1887 een villa bouwen, Villa Irma aan de Domburgseweg, waar hij 's zomers patiënten ontving. Mede dankzij Mezger werd Domburg zo een zeer populaire badplaats op Walcheren. In het centrum van Domburg staat een standbeeld van Mezger, gemaakt door de kunstenaar August F.H. Falise.